# Krešimir Čuljak
Krešimir Čuljak (født 18. september 1970 i Zagreb) er en kroatisk tidligere roer.

## Rokarriere
Čuljak deltog ved OL 2000 i Sydney, hvor han var med i den kroatiske otter. De øvrige besætningsmedlemmer var Igor Boraska, Nikša Skelin, Siniša Skelin, Branimir Vujević, Tomislav Smoljanović, Tihomir Franković, Igor Francetić og styrmand Silvijo Petriško. Kroaterne vandt deres indledende heat og var dermed klar til finalen. Her var det de britiske verdensmestre fra 1999, der vandt guld foran Australien, mens kroaterne blev nummer tre og fik bronze. Størstedelen af de kroatiske bronzevindere var også med i båden til VM året efter, hvor det blev til en sølvmedalje.

## OL-medaljer
- 2000:  Bronze i otter